# Florian Białkowski
Florian Franciszek Białkowski (ur. 4 maja 1677 w Lidzbarku Warmińskim, zm. 30 maja 1723 we Fromborku) – polski duchowny katolicki, doktor teologii, kanonik kapituł warmińskiej we Fromborku i kolegiackiej w Dobrym Mieście.
Był synem Piotra i Anny z domu Saphun. Wychowywał się w otoczeniu dworu biskupiego, jego ojciec był podczaszym biskupa Jana Stefana Wydźgi. Nauki pobierał początkowo w kolegium jezuickim w Reszlu (od 1690), potem w seminarium duchownym w Braniewie (od 1696). W 1701 przyjął święcenia kapłańskie. Uzyskawszy wsparcie materialne z fundacji Collegium Varmiense Jana Preucka, mógł od listopada 1701 kontynuować naukę w Rzymie i jako słuchacz Collegium Germanicum uzyskał po dwóch latach doktorat teologii.
W 1703 Białkowski powrócił na Warmię. Mianowany został proboszczem w Radostowie koło Jezioran, skąd w 1709 przeszedł na probostwo w Reszlu (był tam także archiprezbiterem); w grudniu 1712 objął funkcję proboszcza w Królewcu (do lutego 1721). W 1715 otrzymał nominację na kanonika kapituły kolegiackiej w Dobrym Mieście, ale przy kolegiacie nie rezydował. Otrzymał ponadto probostwa w Unikowie (instalowany 16 kwietnia 1720) i Rynie Reszelskim. Probostwo unikowskie zachował do końca życia.  
W październiku 1720 na mocy bulli papieskiej został koadiutorem kanonika warmińskiego Ludwika Michała Fantoniego, ale kanonikiem został już 20 maja 1721, na miejsce zmarłego innego członka kapituły (Fantoni przeżył swojego koadiutora o kilkanaście lat). O wysokiej pozycji Białkowskiego we Fromborku świadczyło umieszczenie go na liście, przedstawionej w grudniu 1722 królowi Augustowi II, wśród czterech kandydatów do obsadzenia tronu biskupa warmińskiego, opróżnionego po przeniesieniu Teodora Potockiego na stolicę prymasowską w Gnieźnie.  
Pół roku później Białkowski zmarł 30 maja 1723 we Fromborku.